# Gaură albastră

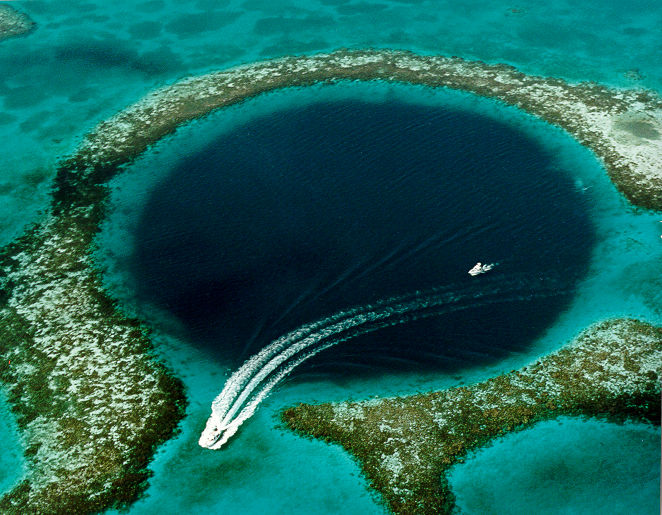
Marea Gaură Albastră

Gaura albastră (în engleză Blue hole) este o peșteră subacvatică sau o groapă adâncă în ocean. Poartă această denumire datorită contrastului puternic pe care apa din ea, mai întunecată la culoare, îl formează cu cea dimprejur. Cele mai multe găuri albastre s-au format în timpul epocii glaciare, când nivelul mării era cu 100–120 m mai jos.